# Hollywood Brats (album)
Hollywood Brats (diffuso anche sotto il titolo di Grown Up Wrong) è il primo e unico album degli Hollywood Brats, pubblicato nel 1980 per l'etichetta discografica Cherry Red Records.
L'album era stato registrato tra il 1973 e 74, a seguito di un contratto con la NEMS Records, procurato grazie al mentore Keith Moon, batterista dei the Who. Tuttavia l'etichetta si tirò indietro rifiutando di pubblicare il materiale a causa dello scarso interesse mediatico. L'album venne originariamente pubblicato nel 1975, un anno dopo lo scioglimento della band, dalla Mercury, sotto il titolo di Grown up Wrong accreditando la band come "Andrew Matheson & The Brats" per evitare i problemi contrattuali con la NEMS. Comunque questa versione venne diffusa solo in Scandinavia.

## Tracce[1]
Tutte le tracce sono state composte da Andrew Matheson e Casino Steel eccetto dove espressamente indicato.
1. Chez Maximes 3:47
2. Another Schoole Day 3:12
3. Nightmare 3:46
4. Empty Bottles :41
5. Courtesan 3:56
6. Then He Kissed Me (Barry, Greenwich, Spector) 3:13 (The Crystals Cover)
7. Tumble With Me 3:54
8. Zurich 17 (Be My Baby) 3:04
9. Southern Belles 2:42
10. Drowning Sorrows 3:28
11. Sick on You 5:09

## Singoli
- 1979 - Then He Kissed Me

## Formazione
- Andrew Matheson - voce, chitarra, percussioni
- Eunan Brady - chitarra, cori
- Casino Steel - tastiere, piano, organo, chitarra, cori
- Wayne Manor - basso
- Lou Sparks - batteria